# 데이브레이크 (밴드)
데이브레이크(영어: Daybreak)는 대한민국의 인디 록밴드이다. 데이브레이크의 음악은 팝을 기반으로, 락, 재즈, 라틴 등의 다양한 장르의 음악이 혼합되어있는 퓨전 음악의 형태를 보인다.
구성원은 이원석(보컬), 정유종(기타), 김선일(베이스 기타), 김장원(키보드)이 있다.

## 활동 내역
2007년에 1집 앨범 《Urban Life Style》로 데뷔를 한 것으로 알려져있으나, 이미 보컬인 이원석과 베이스 담당인 김선일은 데이브레이크 이전에 '브런치'라는 그룹으로도 활동한 전력이 있었다.
EBS 스페이스 공감의 헬로루키에 선정되기도 하여, 제3회 그랜드 민트 페스티벌에 출연하기도 했다. 2010년부터는 해피로봇레코드와 계약을 맺고 소속을 옮겼으며, 그해 2월 9일에 EP 《New Day》를 발표하였다. 이 앨범에는 데이브레이크 공연에서 가장 인기 있는 곡인 '좋다' 외에 1집 수록곡인 '범퍼카','Urban life style', '사진'의 《New Day》 버전이 수록되었다. 같은 해 8월에는 정규 2집 《Aurora》를 발표하였다. 앨범에 수록된 곡들 중에서 '들었다 놨다' 등의 곡이 인기를 끌었다.
2012년에는 정규 3집 《SPACEenSUM》을 발표하였다. 앨범에 수록된 곡들 중에서 `SILLY`,`Sunny Sunny` 등의 곡이 인기를 끌었다. KBS의 밴드서바이벌 프로그램인 탑밴드와 여러 페스티벌에 활발하게 참여했으며 인지도를 높여가는 단계의 밴드이며 2012년부터 2013년까지 다수의 콘서트가 매진사례를 기록하기도 하였다.
2013년에는 KBS 불후의 명곡에 출연하고, M-net 윤도현의 Must의 밴드의 시대에 참여하여 많은 주목을 받았다.4월엔 써니힐과의 콜라보레이션 앨범인 러브액츄얼리에서 자신들의 히트곡 <<들었다 놨다>>를 리메이크해서 함께 불러 화제를 불러 일으켰고, 8월과 9월에는 일렉트로닉 장르의 싱글인 《Touch Me》와 《앞집여자》를 차례로 발표하며 장르의 다양성을 높였다.
2014년에는 앞서 발매한 《Touch Me》와 《앞집여자》를 포함한 5곡이 들은 미니 앨범 《CUBE》를 발매하였다.
2015년에는 여름 단독공연인 [Summer Madness 2015 : The strings] 의 공연 실황 앨범을 발매하였고, 싱글 《빛나는 사람》, 4집 선공개곡《그대 맘에 불을 지펴 줄게요》를 발매하였다.
2016년에는 4집 추가 선공개곡으로 《Spotlight》, 《Mellow》를 공개하였고, 6월에는 정규 4집 《WITH》를 발매하였다. 타이틀 곡인 '꽃길만 걷게 해줄게'는 방송에서 꽃길이 언급될 때마다 자주 재생되는 BGM이 되었다.
멤버들 중에서 이원석은 2003년에 가수인 마야에게 `나를 외치다`를 작곡하였고, KBS 2TV의 드라마인 보디가드의 OST 수록곡 중 타이틀곡 《쿨하게》의 가사를 쓰기도 했다. 건반 담당인 김장원은 《동감》, 《두사부일체》, 《강력3반》 등 10여 개 영화의 OST를 작곡하였다.
매 여름마다 <Summer Madness>라는 이름의 브랜드 공연을 한다. 2015년에는 데이브레이크의 곡들을 스트링 편곡한 공연을 하였고, 2016년에는 전국 클럽투어를 하였다.

## 앨범
- 정규

| 날짜       | 제목             | 아티스트     |
| ---------- | ---------------- | ------------ |
| 2007.09.18 | Urban Life Style | 데이브레이크 |
| 2010.08.05 | Aurora           | 데이브레이크 |
| 2012.04.17 | SPACEenSUM       | 데이브레이크 |
| 2016.06.14 | WITH             | 데이브레이크 |

- 싱글

| 날짜       | 제목                       | 아티스트             |
| ---------- | -------------------------- | -------------------- |
| 2011.04.19 | Mr.Rolling Stone           | 데이브레이크         |
| 2011.05.24 | Shall We Dance?            | 데이브레이크         |
| 2013.04.05 | Re;code Episode III        | 써니힐, 데이브레이크 |
| 2013.05.22 | 밴드의 시대 - Part.1       | 데이브레이크         |
| 2013.08.07 | TOUCH ME                   | 데이브레이크         |
| 2013.09.03 | 앞집여자                   | 데이브레이크         |
| 2015.04.10 | 빛나는 사람                | 데이브레이크         |
| 2015.11.18 | 그대 맘에 불을 지펴 줄게요 | 데이브레이크         |
| 2016.01.26 | Spotlight                  | 데이브레이크         |
| 2016.03.09 | Mellow                     | 데이브레이크         |
| 2017.05.01 | 왜안돼?                    | 데이브레이크         |
| 2017.08.21 | 우린 제법 잘 어울려요      | 데이브레이크         |

- EP

| 날짜       | 제목    | 아티스트     |
| ---------- | ------- | ------------ |
| 2010.01.19 | NEW DAY | 데이브레이크 |
| 2014.07.22 | Cube    | 데이브레이크 |

- 라이브&컴필레이션 혹은 참여음반

| 날짜       | 제목                                                | 아티스트                    | 비고                                             |
| ---------- | --------------------------------------------------- | --------------------------- | ------------------------------------------------ |
| 2005.06.14 | Imagine                                             | Brunch(데이브레이크의 전신) |                                                  |
| 2012.07.22 | 서바이벌 TOP밴드2 16강-B                            | Various Artists             | 1번 트랙 ([English Man In New York (Sting)])참여 |
| 2013.02.02 | <불후의 명곡 - 전설을 노래하다> - 인순이편          | Various Artists             | 2번 트랙 (실버들)참여                            |
| 2013.02.16 | <불후의 명곡 - 전설을 노래하다> - 김민종편          | Various Artists             | 5번 트랙 (그대와 함께)참여                       |
| 2013.02.23 | <불후의 명곡 - 전설을 노래하다> - 임재범편          | Various Artists             | 3번 트랙 (이 밤이 지나면) 참여                   |
| 2013.03.02 | <불후의 명곡 - 전설을 노래하다> - 문주란편          | Various Artists             | 3번 트랙 (보슬비 오는 거리) 참여                 |
| 2013.03.09 | <불후의 명곡 - 전설을 노래하다> - 변진섭편          | Various Artists             | 4번 트랙 (숙녀에게) 참여                         |
| 2013.10.05 | <불후의 명곡 - 전설을 노래하다> - 유열 & 정수라 2편 | Various Artists             | 1번 트랙 (화려한 날은 가고) 참여                 |
| 2014.02.08 | <불후의 명곡 - 전설을 노래하다> - 주현미 편         | Various Artists             | 6번 트랙 (신사동 그 사람) 참여                   |
| 2015.10.12 | DAYBREAK LIVE SUMMER MADNESS 2015 : The Strings     | 데이브레이크                | 공연 실황 앨범                                   |
| 2016.09.30 | 우리 갑순이 (SBS 주말드라마) OST - Part.1           | 데이브레이크                | 드라마 삽입곡, 곡 제목은 우리 갑순이             |
| 2017.01.04 | 낭만닥터 김사부 (SBS 월화드라마) OST - Part.6       | 데이브레이크                | 드라마 삽입곡, Mellow(Drama Ver.)                |

## 수상 목록
- 2024년 31주년 한터뮤직어워즈 2023 파퓰러 밴드 아티스트상